# Alpinestars
Alpinestars es un fabricante de ropa y equipo de protección para deportes de motor y deportes de acción fundada en 1963 y ubicada en Asolo, Italia. Sus líneas incluyen productos especializados para MotoGP, motocross, motociclismo, Fórmula 1, WEC, NASCAR, ciclismo de montaña y surf. Esta marca también fabrica ropa deportiva con temas de automovilismo, con centros de diseño de moda en Italia y Estados Unidos.

## Historia
Fundada en 1963 por Sante Mazzarolo en Asolo, Italia, la compañía comenzó a hacer botas de senderismo y esquí, pero rápidamente cambió su enfoque a hacer botas para carreras de motocross y botas de carreras de carretera poco después. El nombre de la compañía proviene de la traducción al inglés de la flor de montaña italiana Stella Alpina (Edelweiss) , que crece en las montañas alrededor del área donde se fundó la compañía. Patrocinaron campeones mundiales de automovilismo como Roger DeCoster , Kenny Roberts , Mick Doohan y Marc Márquez . Durante la década de 1990, la compañía se diversificó para fabricar todo tipo de equipo de protección técnica para el motociclismo, como guantes, chaquetas y trajes de cuero completos .
La compañía ha estado dirigida por el hijo de Sante, Gabriele Mazzarolo, desde 1993. Hay oficinas en Los Ángeles y Bangkok, mientras que la sede original y las principales instalaciones de investigación y desarrollo permanecen en el norte de Italia.
Un traje de carreras Alpinestars
Los trajes de cuero y el equipo de protección de Alpinestars se usan como campeones mundiales de MotoGP, Marc Márquez , Casey Stoner y Jorge Lorenzo , y los campeones mundiales de Superbikes Ben Spies y Troy Corser . El equipo de motocross de Alpinestars es utilizado por AMA y los campeones mundiales de motocross Marvin Musquin , Tyla Rattray , David Philippaerts , Christophe Pourcel y Ryan Villopoto .
En 2011, Alpinestars desarrolló el Tech Air, un sistema de seguridad de airbag electrónico que utiliza una unidad de registro de datos y un módulo de inflado de doble carga. Fue utilizado en los campeonatos de MotoGP y World Superbike. En junio de 2013, Marc Márquez se estrelló a una velocidad de alrededor de 337 km / h (209 mph) mientras usaba el traje de airbag y no sufrió lesiones graves. 
Una persona con una chaqueta Alpinestars
Alpinestars desarrolló trajes , calzado, guantes y ropa interior ignífuga Nomex ignífuga y térmica para la Fórmula 1 y NASCAR, que ha sido usada por los recientes campeones Michael Schumacher , Jenson Button , Fernando Alonso y Jimmie Johnson . Top Gear ' s the Stig viste un traje blanco Alpinestars, zapatos y guantes.
Alpinestars hizo bicicletas de montaña hasta 1996.

## Patrocinios

### NASCAR

#### Conductores / patrocinador asociado
- Dale Earnhardt Jr.
- Kurt Busch
- Chase Elliott
- Aric Almirola
- William Byron
- Daniel Suárez
- Alex Bowman
- Christopher Bell
- Kevin Harvick
- Noah Gragson
- Zane Smith

### Fórmula 1

#### Equipos
- Alpine F1 Team
- Scuderia AlphaTauri
- Mclaren F1 Team
- Haas F1 Team

#### Pilotos
- Esteban Ocon
- Fernando Alonso
- Lance Stroll
- Sebastian Vettel
- Pierre Gasly
- Yuki Tsunoda

### Fórmula 2
- ART Grand Prix
- PREMA Powerteam
- UNI-Virtuosi Racing

### Campeonato Mundial de Motociclismo

#### Equipos
MotoGP
- Movistar Yamaha MotoGP
- Monster Yamaha Tech 3
- Equipo Repsol Honda
- Equipo Ducati
- Red Bull KTM Factory Racing

Moto3
- Red Bull KTM Ajo Motorsport

#### Pilotos
MotoGP
- Marc Márquez
- Jorge Lorenzo
- Dani Pedrosa
- Andrea Dovizioso
- Maverick Viñales
- Fabio Quartararo
- Cal Crutchlow
- Álex Rins
- Takaaki Nakagami
- Francesco Bagnaia
- Álex Márquez

Moto2
- Jorge Navarro
- Romano Fenati
- Stefano Manzi
- Bo Bendsneyder
- Thomas Lüthi
- Enea Bastianini

Moto3
- Ryusei Yamanaka
- Sergio García
- John McPhee
- Alonso Lopez
- Raul Fernandez
- Kaito Toba
- Deniz Oncu
- Romano Fenati
- Ayumu Sasaki

### Antiguos patrocinios

#### Fórmula 1

##### Equipos
- Red Bull Racing
- GP de Brawn
- British American Racing
- Honda
- Mercedes
- Toyota Racing
- Lotus F1 Team

#### Conductores
•Nikita Mazepin 
•Mick Schumacher 
MotoGP
- Casey Stoner
- Daijiro Kato
- Alex Hofmann
- Tohru Ukawa
- Carlos Checa
- Troy Bayliss
- Kenny Roberts Jr.
- Kurtis Roberts
- John Hopkins
- Mika kallio
- Toni Elías
- Ben Spies
- Broc Parkes
- Héctor Barberá
- Scott Redding
- Aleix Espargaró

### Eventos de automovilismo
- GP2 Series
- GP3 Series
- MotoGP

### Otros deportes de motor
- Scott Dixon